# 古川吉彦
古川 吉彦（ふるかわ よしひこ、1937年9月3日 - ）は、日本の実業家。映画プロデューサー。

## 経歴
福岡県に生まれる。1956年福岡県立修猷館高等学校を経て、1962年早稲田大学政治経済学部を卒業。
1962年全国朝日放送（現・テレビ朝日）に入社し、編成局長を経て、1993年6月取締役となる。このころ、東宝映画「居酒屋ゆうれい」(1994年)、松竹映画「写楽」(1995年)の製作をしている。1998年6月常務取締役となる。
1999年6月広島ホームテレビ専務取締役に転じ、2002年6月同代表取締役副社長に就任。